# Chi Bọ chó
Chi Bọ chó (danh pháp khoa học: Buddleja hay Buddleia), là một chi thực vật có hoa. Hiện nay, chi này được đặt trong họ Huyền sâm (Scrophulariaceae), mặc dù trong quá khứ đã được phân loại hoặc là trong họ Loganiaceae hoặc là trong họ của chính nó là họ Buddlejaceae. Tên gọi khoa học của chi này lấy theo tên của Adam Buddle, một nhà thực vật học đồng thời là một mục sư tại Essex, Anh.
Chi này chứa khoảng 100 loài, chủ yếu là cây bụi, chỉ một số ít là cây gỗ; loài lớn nhất cao tới 30 m, nhưng phần lớn các loài ít khi cao quá 5 m. Các loài này có thể là cây thường xanh lẫn cây sớm rụng lá. Chúng có nguồn gốc ở các khu vực ấm và nóng của Tân thế giới, từ miền nam Hoa Kỳ kéo dài về phía nam tới Chile và mọc ở nhiều nơi tại Cựu thế giới như châu Phi và các khu vực ấm nóng của châu Á. Mặc dù trước đây không có mặt tại châu Âu và Australasia, nhưng hiện nay chúng đã có mặt tại các khu vực này do phát tán. Các loài được phân chia thành 2 nhóm, dựa trên kiểu hoa của chúng. Những loài tại Tân thế giới là đơn tính khác gốc còn các loài ở Cựu thế giới là đơn tính cùng gốc.
Lá của chúng ở phần lớn các loài có dạng mũi mác, mọc thành cặp đối trên cành (ở một loài, B. alternifolia, là so le); các lá dài từ 1–30 cm. Hoa mọc thành chùy hoa dày dặc, dài 10–50 cm; mỗi chiếc hoa có dạng hình ống, dài khoảng 1 cm, với tràng hoa chia thành 4 thùy trải rộng (4 cánh hoa), đường kính khoảng 3–4 mm. Màu hoa tùy theo loài và giống cây trồng, với các màu trắng, hồng, đỏ, tía, cam hay vàng; chúng chứa nhiều mật hoa và thường có mùi thơm rất mạnh. Quả là dạng quả nang nhỏ, dài khoảng 1 cm và đường kính khoảng 1–2 mm, chứa nhiều hạt nhỏ; ở một số loài (trước đây được phân loại trong chi tách biệt là Nicodemia) thì quả nang mềm và nhiều cùi thịt, tạo ra bề ngoài của quả giống như dạng quả mọng.

## Hình ảnh

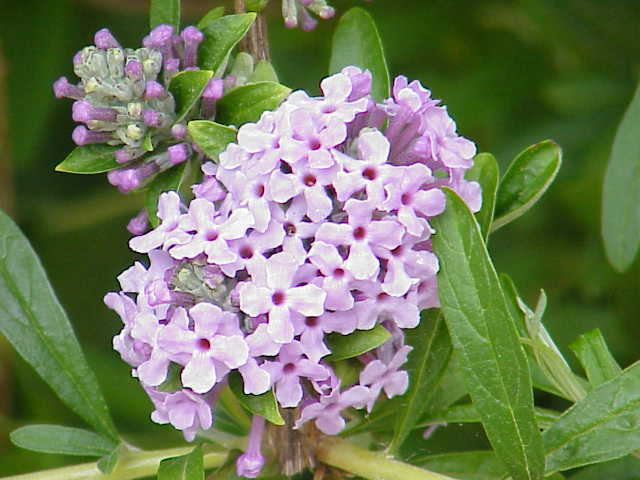
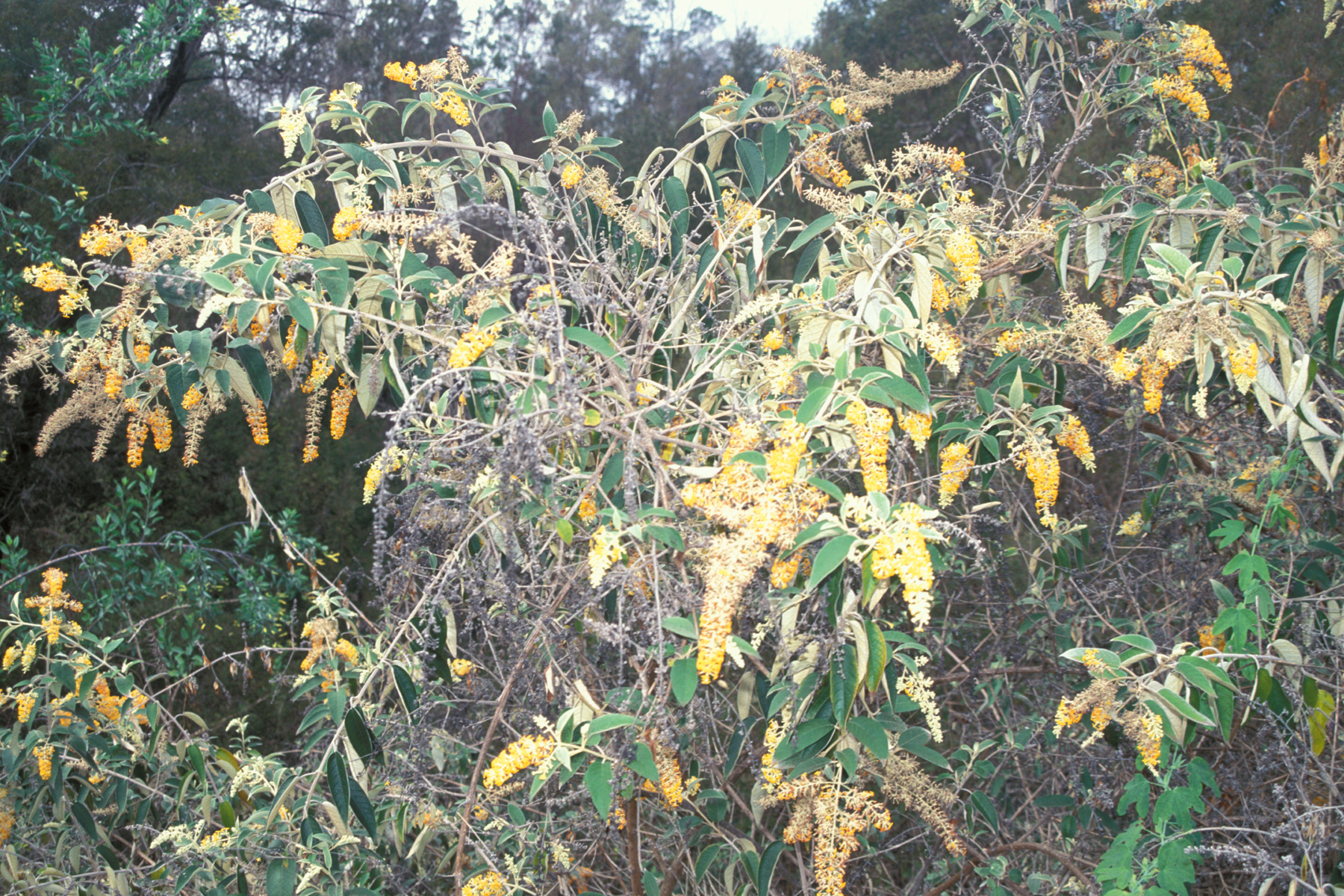
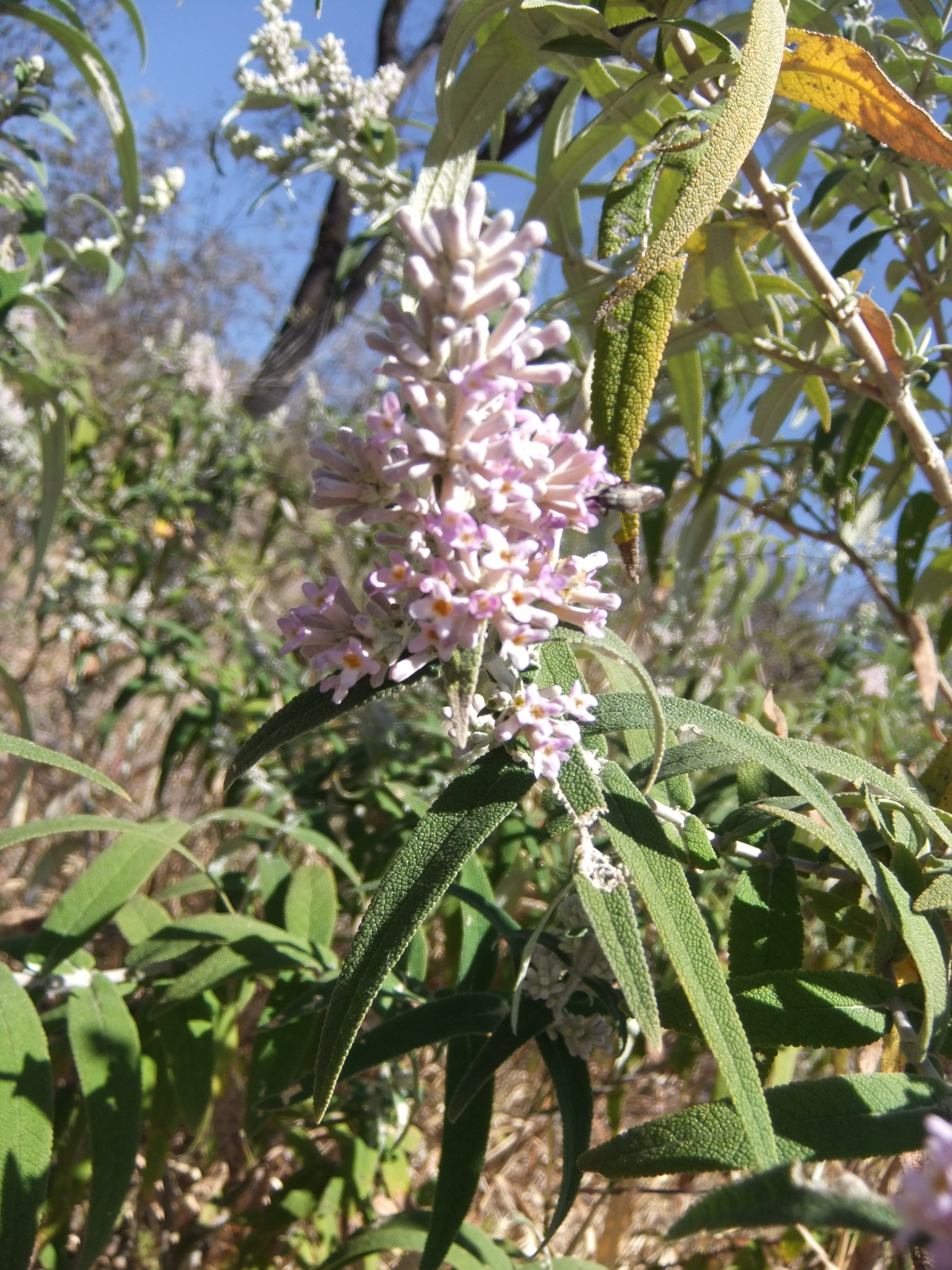
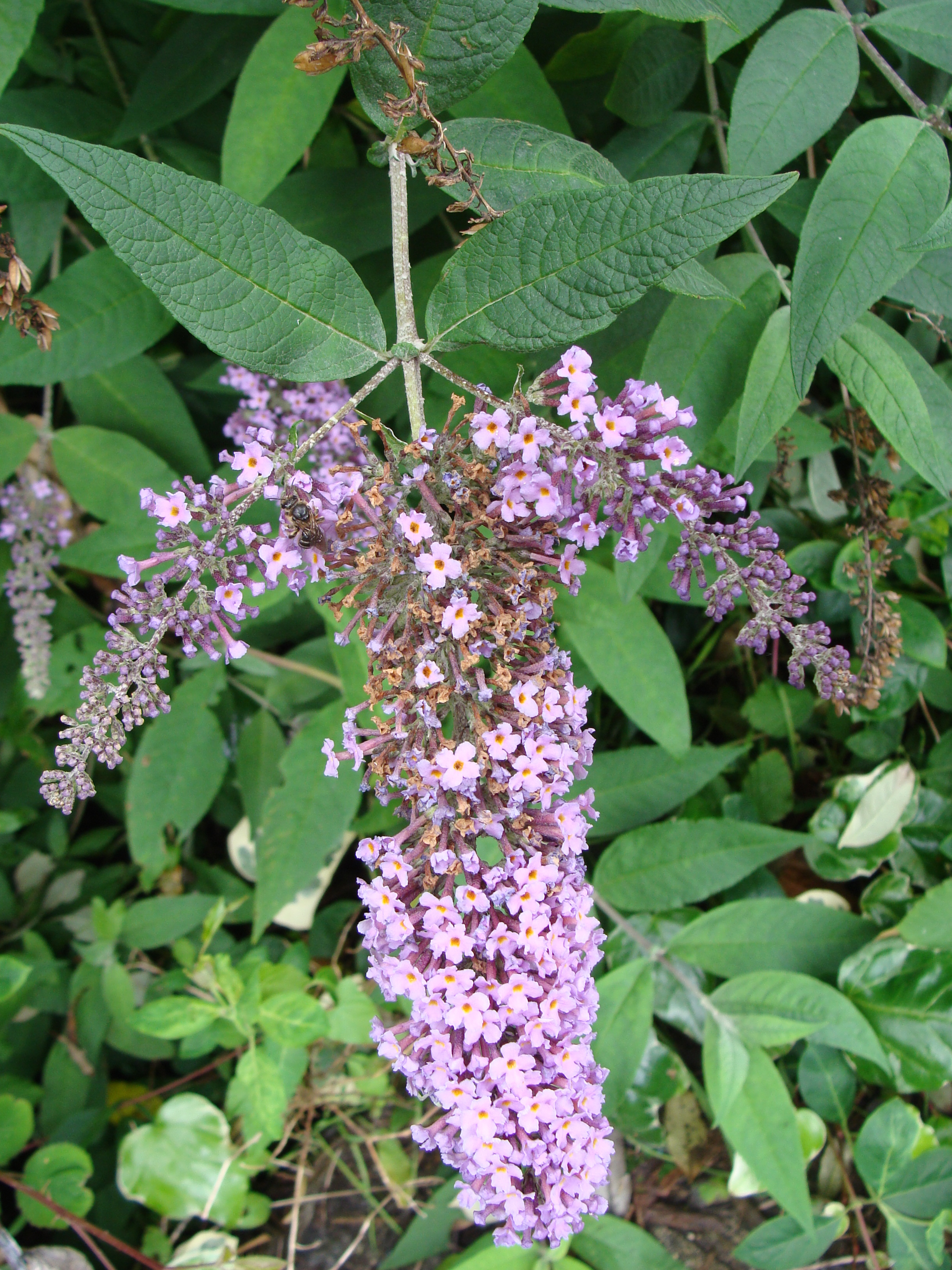
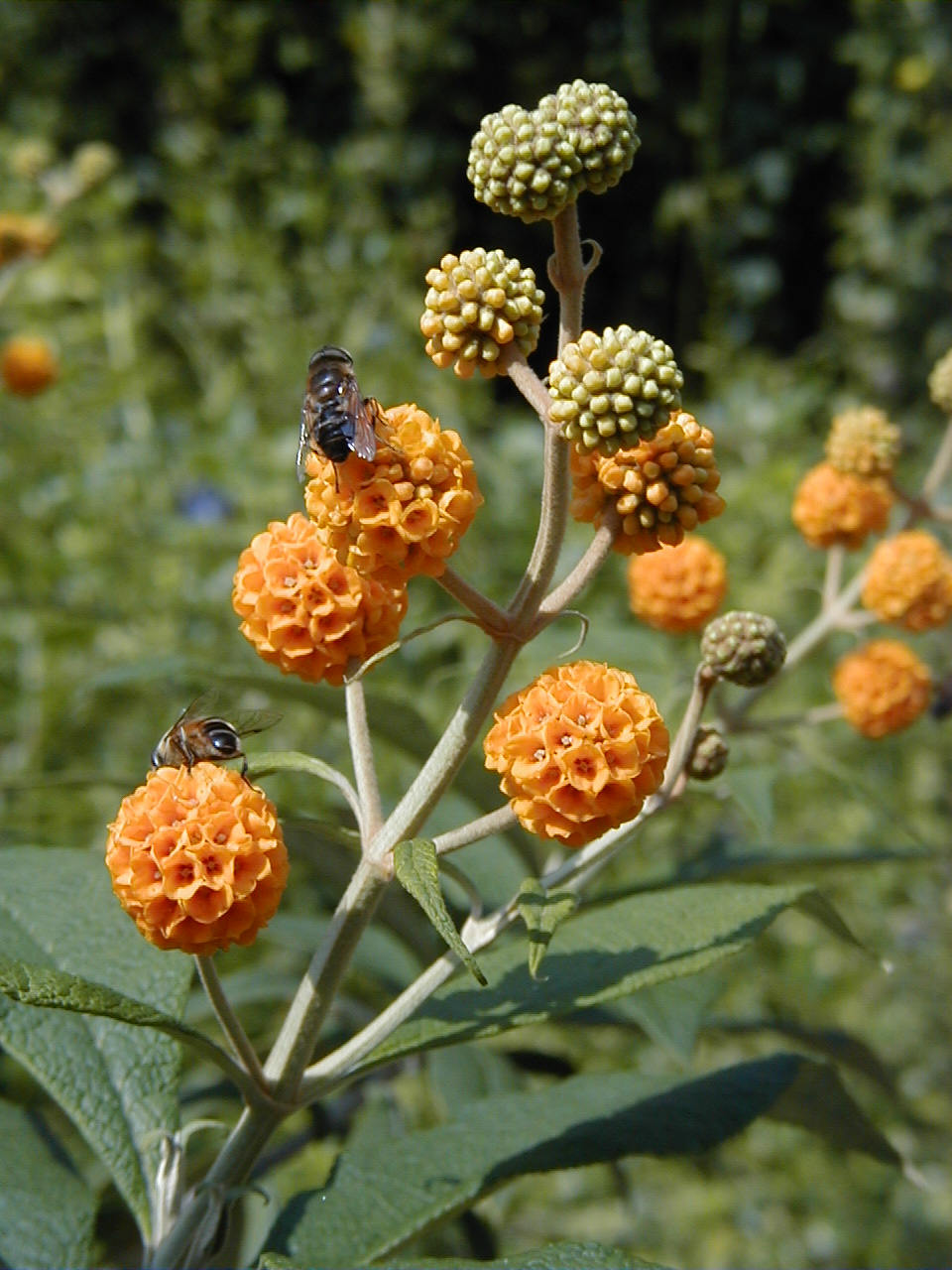
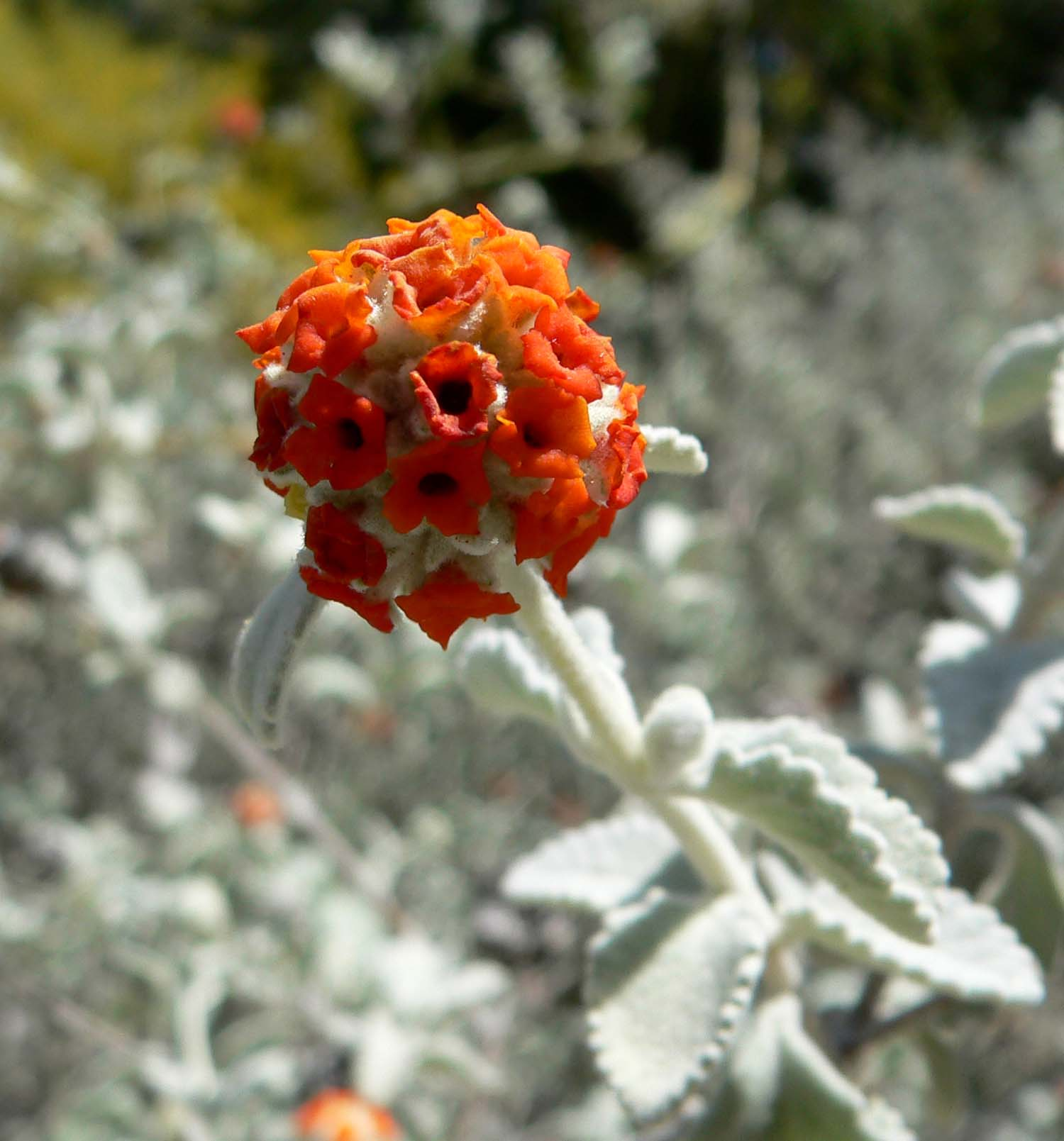
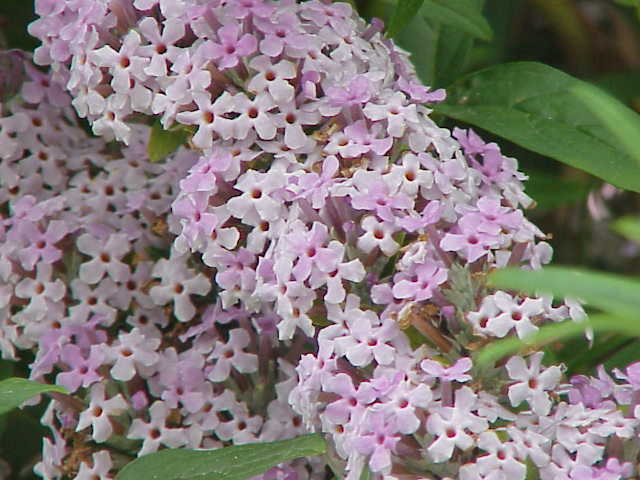

## Trồng và sử dụng

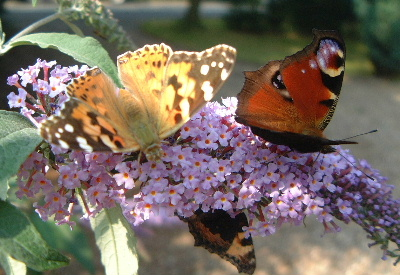
Hoa của Buddleja davidii với các loài bướm Vanessa cardui, Junonia almana và Nymphalis urticae (phía dưới)

Một vài loài là các loại cây cảnh trong vườn khá phổ biến. Tại Anh, ở dạng cây mọc tự nhiên thì B. davidii mọc khá nhiều tại các khu vực đất khô cằn, nó thường tự gieo rắc trên các vùng đất bỏ hoang, tại đây chúng mọc thành các bụi cây rậm rạp và bị liệt kê như là loài xâm hại ở nhiều nơi. Người ta cũng hay thấy chúng mọc ven các tuyến đường sắt cũng như tại các khu vực có nhà xưởng bỏ hoang, mặc dù chúng không có khả năng sống sót qua mùa đông khắc nghiệt của khí hậu lục địa tại Bắc bán cầu, và bị chết đi khi nhiệt độ xuống tới ngưỡng từ -15 °C đến -20 °C. Các loài cây này thu hút nhiều loài bướm; ong, và các loài có hoa màu đỏ còn thu hút cả chim ruồi. Loài phổ biến nhất là Buddleja davidii từ khu vực miền trung Trung Quốc, tên gọi khoa học của nó được đặt theo tên nhà tự nhiên học người Pháp là Armand David. Các loài phổ biến khác còn có Buddleja globosa từ miền nam Chile, được trồng vì các hoa có mùi mật ong khá mạnh cũng như sử dụng trong y học cổ truyền của khu vực này.

## Một số loài
- Buddleja albiflora
- Buddleja alternifolia
- Buddleja americana
- Buddleja asiatica
- Buddleja auriculata
- Buddleja australis
- Buddleja bhutanica
- Buddleja candida
- Buddleja colvilei
- Buddleja crispa
- Buddleja crotonoides
- Buddleja curviflora
- Buddleja davidii
- Buddleja delavayi
- Buddleja fallowiana
- Buddleja forrestii
- Buddleja globosa
- Buddleja indica
- Buddleja japonica
- Buddleja lindleyana
- Buddleja madagascariensis
- Buddleja marrubiifolia
- Buddleja myriantha
- Buddleja nivea
- Buddleja officinalis
- Buddleja paniculata
- Buddleja parviflora
- Buddleja pulchella
- Buddleja racemosa
- Buddleja saligna
- Buddleja salviifolia
- Buddleja scordioides
- Buddleja sessiliflora
- Buddleja tubiflora
- Buddleja utahensis
- Buddleja yunnanensis

## Danh pháp
Tên gọi khoa học của chi này là nguồn gốc của một số sự lộn xộn. Theo thói quen thông thường trong Latinh hóa danh pháp thực vật thì cách viết đúng của tên chi được tạo ra từ "Buddle" phải là "Buddleia". Tuy nhiên, Linnaeus đã viết nó thành "Buddleja", và ông không bao giờ thay đổi nó, vì thế theo quy tắc về độ ưu tiên trong việc đặt tên thì "Buddleja" phải được ưu tiên hơn "Buddleia", mặc dù việc viết i hay j có thể được coi như là một dạng biến thể chính tả. Tuy rằng điều đó không khác biệt lớn, nhưng việc sử dụng chúng là khá lộn xộn và sự không nhất quán là khá phổ biến, thậm chí ngay trong cùng một văn bản (ví dụ ở đây Lưu trữ ngày 5 tháng 5 năm 2012 tại Wayback Machine).